# Лехнер, Леонард
Леонард Ле́хнер (нем. Leonard / Leonhard Lechner; около 1553 — 9 сентября 1606, Штутгарт) — немецкий композитор.

## Очерк биографии и творчества
В современных Лехнеру документах его имя приводится с латинским этнонимом Athesinus («трентинец»), что, вероятно, указывает на его происхождение из южного Тироля (на территории современной северной Италии). В 1564-68 годах Лехнер пел в мюнхенской герцогской капелле под управлением О. Лассо и, по всей вероятности, был его учеником. В конце 1560-х гг. пел в капелле Ландсхута. С середины 1570-х гг. до 1584 работал школьным учителем в Нюрнберге, там же издал свой первый сборник композиций — «Motectae sacrae» («Духовные мотеты»; 1575), ряд песенных сборников (всего 7, опубликованы в 1576—89) и церковных полифонических сочинений, в том числе, магнификаты на все 8 тонов (1578, в технике alternatim) и книгу мотетов «Sacrae cantiones» (1581). В 1584 руководил небольшой капеллой в Хехингене. Со второй половины 1580-х гг. служил в Вюртембергской капелле (Штутгарт) — сначала певчим, затем (с 1589) придворным композитором и, наконец (с 1594), капельмейстером.
Основные творческие достижения Лехнера сосредоточены в области вокальной полифонии. Четырёхголосные «Страсти» (оригинальное название «Historia der Passion und Leidens Christi», 1593) — вершина жанра мотетного пассиона в немецкой музыке XVI века. В 1576–1589 гг. опубликовал 7 сборников многоголосных песен под названием «Новые немецкие песни» (Neue teutsche Lieder), среди которых сборник 1579 года, где взял за основу простые трёхголосные «итальянские» вилланеллы Якоба Регнарта (сборник 1577 года) и переработал их для 5 голосов, с применением имитационной полифонии. Многие песни выполнены в старогомофонной (моноритмической) фактуре на итальянский манер, как «Gott b'hüte dich» (с характерным «мерцанием» мажорного и минорного трезвучий), одна из самых известных  песен Лехнера.
Впервые в истории Лехнер положил на музыку целостный стихотворный цикл на немецком языке — «Deutsche Sprüche von Leben und Tod» («Немецкие изречения о жизни и смерти»; 1606). Это небольшое сочинение включает 15 четырёхстрочных назидательных стихотворений неизвестного автора, музыкальные воплощения которых (на 4-5 голосов) изобретательны и разнообразны с точки зрения композиционной техники.

## Дискография
- Sprüche von Leben und Tod (Cantus Cölln)